# Judy Batalion
Judy Batalion (geboren am 10. April 1977 in Montreal) ist eine kanadische Historikerin, Essayistin und Buchautorin. Sie forschte zur Geschichte vergessener jüdischer Widerstandskämpferinnen im von NS-Deutschland besetzten Polen während des Zweiten Weltkrieges.

## Leben
Judy Batalion wuchs mit ihren Eltern und einem jüngeren Bruder in Montreal auf. Die Familie war in die jüdische Gemeinde integriert. Neben Englisch und Französisch wurde auch Hebräisch und Jiddisch gesprochen. Sie studierte Wissenschaftsgeschichte in Harvard (B.A.) und promovierte 2007 in Kunstgeschichte am Courtauld Institute of Art der London University mit einer Dissertation über das kollaborative Arbeiten von Frauen in der Bildenden Kunst 1970 bis 2000. In London arbeitete sie u. a. als Ausstellungskuratorin und trat abends als Comedian auf.
In den 2010er Jahren ließ sie sich in New York City nieder, wo sie mit ihrem Ehemann und drei Kindern heute lebt. Sie schrieb Essays über Erziehung, Beziehungen und Religion, die u. a. in der New York Times, der Vogue und der Washington Post erschienen.

## Werk
Während ihrer Zeit in London begann sie sich mit ihrer jüdischen Identität zu beschäftigen und was es bedeutet, Enkelin einer polnisch-jüdischen Holocaustüberlebenden zu sein. Viele ihrer Verwandten waren im Holocaust ermordet worden. Ihre gegen Ende des Krieges auf der Flucht in Kirgisien geborene Mutter erlebte, was Judy Batalion als „komplexe Schuldgefühle einer Überlebenden“ bezeichnete und sich auch auf ihr Leben auswirkte. White Walls von 2016 ist ein autobiografisches Buch. Darin schilderte Batalion die psychische Erkrankung ihrer Mutter, die mit einer obsessiven Anhäufung von Dingen begann, und reflektierte über das Holocaust-Trauma in ihrer Familie, das von einer Generation auf die nächste übertragen wird. „Meine Gene wurden durch ein Trauma geprägt – sogar verändert, wie Neurowissenschaftler jetzt vermuten. Ich bin in einer Aura der Viktimisierung und Angst aufgewachsen.“
Um 2007 beschloss sie, die Lebensgeschichte von Hannah Senesh zu recherchieren, einer jungen ungarischen Jüdin, die 1939 nach in Palästina emigriert war, sich aber den alliierten Streitkräften anschloss, um nach Europa zurückzukehren und gegen die Nazis zu kämpfen. In der British Library stieß Batalion bei der Durchsicht einiger historischer Dokumente auf die jiddische Anthologie Freuen in di Ghettos (deutsch: Frauen in den Ghettos) von 1946, in der Dutzende junger Frauen ihre Widerstandsaktionen beschrieben, die weitgehend vergessen wurden. Frauen im Allgemeinen seien lange Zeit aus den Holocaust-Erzählungen herausgenommen worden, schreibt Batalion. Ihre Memoiren und persönlichen Berichte galten als unzuverlässiges Quellenmaterial.
Auf ihre Entdeckung folgte eine mehr als zehnjährige Spurensuche. Batalion fand unerwartet viele junge Frauen, die im bewaffneten jüdischen Untergrundwiderstand aktiv waren, der in mehr als 90 osteuropäischen Ghettos von Wilna bis Krakau operierte. In ihrem 2021 erschienenen Buch The Light of Days. The Untold Story of Women Resistance Fighters in Hitler’s Ghettos konzentriert sie sich auf 20 Frauen. Im Zentrum steht die Geschichte der 1924 geborenen Renia Kukielka, Kurierin der Widerstandsgruppe Freiheit (Dror), und das Freundschaftsgeflecht von jungen polnisch-jüdischen Widerständlerinnen, in das sie eingebunden war, Batalion nennt sie „Ghetto Girls“. Polnische Jüdinnen schmuggelten Schusswaffen, sabotierten deutsche Bahnlinien oder zündeten große Mengen Sprengstoff. Sie führten auch Gruppen jüdischer Kämpfer gegen die Wehrmacht. Andere nutzten ihr „nichtjüdisches“ Aussehen, um mit gefälschten Ausweisen Waffen, Bargeld, Papiere, Informationen und Munition aus oder in die Ghettos zu bringen. Wieder Andere flohen aus den Ghettos und schlossen sich in den Wäldern Partisanengruppen oder ausländischen Widerstandsverbänden an. Sie bauten Rettungsnetzwerke auf, die anderen Jüdinnen und Juden zu einem Versteck oder zur Flucht verhalfen. Als Beispiel für kulturellen Widerstand berichtet Batalion von Henia Reinhartz, einer jungen Frau im Ghetto Łódź, die gemeinsam mit anderen Frauen Bücher aus der jiddischen Bibliothek der Stadt rettete und sie ins Ghetto schmuggelte.
Im größeren Kontext des Krieges und der Shoa waren die Siege der Frauen klein und ihre Opfer groß. Aber „der Geist ihres Widerstands“ war, wie Batalion feststellt, „kolossal im Vergleich zu der Holocaust-Erzählung, mit der ich aufgewachsen war“. Nach dem Krieg sei vielen der Frauen nicht geglaubt worden, sie wurden beschuldigt, sich in Sicherheit gebracht oder ihre Familien im Stich gelassen zu haben, um zu kämpfen. Schweigen sei ein Bewältigungsmechanismus gewesen. „Sie hielten es für ihre Pflicht, eine neue Generation von Juden zu schaffen und wollten, dass ihre Kinder ein ‚normales, glückliches‘ Leben führen.“

## Rezeption
Die Geschichte des jüdischen Widerstandes sei in den vergangenen Jahren vielfach nacherzählt, der starke Anteil von Frauen hierbei jedoch nie angemessen gewürdigt worden, so Roland Kaufhold. Judy Batalion habe ein „trotz seiner inhaltlichen Schwere ein überraschend leicht lesbares, aufrüttelndes Werk zum jüdischen Widerstand von Frauen vorgelegt“. Batalions Buch sei sowohl wissenschaftlich fundiert als auch spannend zu lesen, befand die Rezension in der Deutschen Welle. In den USA stand es auf der Bestsellerliste der New York Times.

## Veröffentlichungen
- The Light of Days. The Untold Story of Women Resistance Fighters in Hitler’s Ghettos. William Morrow, New York 2021, ISBN 978-0-06-287421-4
  - Sag nie, es gäbe nur den Tod für uns. Die vergessene Geschichte jüdischer Freiheitskämpferinnen. Übersetzt von Maria Zettner, Piper Verlag, München 2021, ISBN 978-3-492-05956-5.
- White Walls. A Memoir About Motherhood, Daughterhood, and the Mess In Between. Penguin Random House Canada, 2016
- Hrsg.: The Laughing Stalk. Live Comedy and Its Audiences.  Parlor Press 2012, ISBN 978-1-60235-242-1.